# E. S. Mittler & Sohn
Der Verlag E. S. Mittler & Sohn GmbH ist ein seit 1789 bestehender deutscher Verlag. Als Unternehmensteil der Tamm Media Holding gehört er zu den ältesten noch existierenden Verlagshäusern in Deutschland.

## Geschichte
Gegründet wurde der Verlag 1789 von dem Druckereibesitzer Wilhelm Johann Heinrich Dieterici in Berlin. Da der Unternehmensgründer keine männlichen Nachkommen hatte, übernahm der Verlag den Namen seines Schwiegersohns Ernst Siegfried Mittler. Dessen Familie erhielt im Laufe der Zeit besondere Privilegien des preußischen Königshauses. Verlag und Druckerei wuchsen zu einem der größten Verlagshäuser Deutschlands heran und beschäftigten im ausgehenden 19. Jahrhundert eine Belegschaft von mehreren Hundert Personen. Im Verlag war damals auch Theodor Toeche (auch Toeche-Mittler) Gesellschafter und Verlagschef (ab 1862), der Schwiegersohn von Ernst Siegfried Mittler und Bruder des 1871 in den Verlags eingetretenen Ernst Toeche. Theodor Toeches Sohn Konrad Toeche-Mittler (1869–1954) übernahm nach seinem Vater die Verlagsgeschäfte.
Bis heute liegt der Schwerpunkt des Verlagsprogramms auf der militärgeschichtlichen Literatur, sicherheitspolitischen Veröffentlichungen und zeitgeschichtlichen Werken. So wurde beispielsweise der Nauticus bei Mittler verlegt. Das Mittler-Verlagsprogramm umfasste ferner ein breites Sortiment von Schulbüchern, wissenschaftlichen Veröffentlichungen zur Geschichte, zur Philosophie, aber auch schöngeistige Literatur, statistische Jahrbücher oder Kartenwerke.
Ab 2012 ging die Herausgabe der militärischer und sicherheitspolitischer Fachzeitschriften wie Europäische Sicherheit & Technik und Soldat und Technik durch Fusion mit dem Report Verlag im ebenfalls Tamm Media gehörenden Mittler Report Verlag auf.
Verlagssitz ist Hamburg, woher auch der heutige Verleger, Peter Tamm, der Sohn von Peter Tamm, stammt. Heute ist der Verlag E. S. Mittler & Sohn als Schwesterunternehmen mit der exakt gleich alten Koehlers Verlagsgesellschaft verbunden.